# NGC 5547
NGC 5547 ist eine 13,9 mag helle Spiralgalaxie vom Hubble-Typ S/P im Sternbild Kleiner Bär und etwa 530 Millionen Lichtjahre von der Milchstraße entfernt.
Sie wurde am 20. Dezember 1797 von Wilhelm Herschel mit einem 18,7-Zoll-Spiegelteleskop entdeckt, der sie dabei mit „eF, vS, E nearly in meridian“ beschrieb.